# Out Ag'in, in Ag'in
Out Ag'in, in Ag'in è un cortometraggio muto del 1916 diretto da Lawrence Semon (Larry Semon).

## Produzione
Il film fu prodotto dalla Vitagraph Company of America.

## Distribuzione
Distribuito dalla General Film Company, il film - un cortometraggio in una bobina - uscì nelle sale cinematografiche statunitensi il 12 maggio 1916. Ne venne fatta una riedizione che fu distribuita il 22 marzo 1920.